# 伏尔泰的朋友们
《伏尔泰的朋友们》是伊夫林·比阿特丽斯·霍尔以笔名S.G. Tallentyre写作的一部作品，出版于1906年，1907年，由Putnam's Sons以其真名在英国出版。这本关于伏尔泰的经典著作仍然在近100年后的2003年继续发行。霍尔在本书中以“我不同意你的意見，但我以死捍衛你說話的權利”来阐释伏尔泰的思想，这句话成为了捍卫言论自由的名言，但常被误认为是伏尔泰本人所述。
伏尔泰广泛传颂的名言“我并不同意你的观点，但是我誓死捍卫你说话的权利。”即为本书为表达伏尔泰的观点所杜撰。作者霍尔以此句总结整理了伏尔泰反对君主专制制度，提倡自然神论，批判天主教会，主张言论自由的观点，伏尔泰本人并没有真正说过这句话。
这本书以趣闻轶事的传记方式记叙了10个生活非常接近的人的故事。这十个人处于同一时代，除了与伏尔泰的友谊外他们或多或少的彼此相互有着联系。这10个人中的每一个人都被赋予以下的几种明显的性格：D'Alembert是思考者、Diderot是谈论者、Galiani是智者、Vauvenargues是警句家、多尔巴赫是东道主、Grimm是记者、埃尔维修斯是反驳者、Turgot是政治家、Beaumarchais是剧作家以及Condorcet是贵族。